# Maminigui
Maminigui est une localité du centre-ouest de la Côte d'Ivoire et appartenant au département de Zuénoula, dans la Région de la Marahoué. La localité de Maminigui est un chef-lieu de commune. La langue la plus parlée à Maminigui est le Gouro.   
LA TRIBU MANHAN S/P MAMINIGUI   
Le nom de cette tribu serait lié à un souvenir non moins révélateur. Au moment des semailles, une femme (en déplacement) aurait demandé à sa coépouse de mettre ses semences d'arachide à la disposition d'un groupe de personnes qu'elle avait mobilisé pour le semis. Sa coépouse aurait pris soins de griller les semences avant de les remettre aux semeurs. A la grande surprise de cette femme rongée par la jalousie, la germination s'est faite correctement. Mais elle ne survécut pas à cette situation incompréhensible qu'elle avoua avant son trépas. Cela n'empêcha pas que la culture se développe normalement jusqu'à la récolte. Curieusement, les arachides récoltées étaient d'une coloration d'arachide grillée. Et cette variété d'arachide (manhan bêêh = arachide de jalousie) existe en pays Gouro. 
C'est en souvenir de cette expérience vécue dans cette tribu que manhan  lui a été attribué. Elle comporte neuf (9) villages : 
. Bohitiéfla ; 
. Drofla · '
. Faafla · '
. Guériafla ; 
. Kohoufla; 
. Maminigui ; 
. Soribouafla; 
. Zambléfla ; 
. Zanfla.